# Jeancourt
Jeancourt é uma comuna francesa na região administrativa de Altos da França, no departamento de Aisne. Estende-se por uma área de 5,82 km². Em 2010 a comuna tinha 271 habitantes (densidade: 46,6 hab./km²).